# Jón Halldórsson
Jón Halldórsson (Norvégia, 1270 körül – Björgvin, ma Bergen, 1339. február 2.) középkori izlandi-norvég származású szerzetes, irodalmár, 1322 és 1339 között Skálholt egyházmegye püspöke.

## Élete
Jón Halldórsson Norvégiában nőtt fel, ahol még fiatal korában belépett domonkos-rendi szerzetesek közé. Ezután Párizsban teológiát, Bolognában pedig egyházjogot tanult. Tanultságát és mind világi, mind egyházi szervezőkészségét a kortárs izlandi források figyelemre méltónak tüntetik fel, emellett kiemelik prédikátori és elbeszélői képességeit. A Laurentius saga szerint kora két legjobb latinistájának egyike volt, aki olyan folyékonyan beszélt latinul, mint saját anyanyelvén. Grímr Skútuson után választották meg püspöknek, és  1322. augusztus 1-jén szentelték fel, de Izlandra csak a következő évben érkezett meg. A feljegyzések szerint ő hozta közelebb az izlandi templomokat a római-katolikus egyházjoghoz. A hagyomány tévesen az ő művének tulajdonítja a Íslensk aefintýri című gyűjteményt, bár csak annyi biztos, hogy az ehhez forrásul szolgáló dél- és közép-európai munkákat ő hozta be Izlandra. A gyűjtemény szerzői valószínűleg az ő hatására dolgozták fel ezeket izlandi nyelven.
Élettörténetének legendás, anekdotikus stílusú feldolgozását halála után nem sokkal írta egy ismeretlen szerző Jón Þáttr byskups Halldórssonar (magyarul „Elbeszélés Jón Haldórsson püspökről”) címmel.